# Tiercé Magazine
Tiercé Magazine est un quotidien sportif français qui est spécialisé dans l'information hippique.
Il est notamment célèbre pour sa publicité diffusée sur TF1 entre les années 1980 et les années 2000 dans laquelle figurait l’acteur égyptien Omar Sharif prononçant cette phrase : « Les courses, vous le savez, c’est ma grande passion ! ».